# 孔吉
孔吉（？—？），字元士，孔子十四代孙，孔随五代孙，西汉的殷绍嘉侯。
绥和元年（前8年）二月癸丑，汉成帝下诏：“听闻王者必须保存前朝两朝王室后代，连同本朝而通三统。昔日成汤受天命为王，成为夏商周三代的一部分，如今他的祭祀却废绝了。现在考求他的后代，适合的致祭人是孔吉，特封孔吉为殷绍嘉侯。”不久，孔吉与周承休侯姬党均进爵为公爵，封地均为百里。 

## 家族
兒子:
孔何齊